# Municipio Roma I
El Municipio Roma I es una de los 15 subdivisiones administrativas en las que está dividida la ciudad de Roma. En 2017 su población era de 180 606 habitantes.